# اردوگاه الوحدات

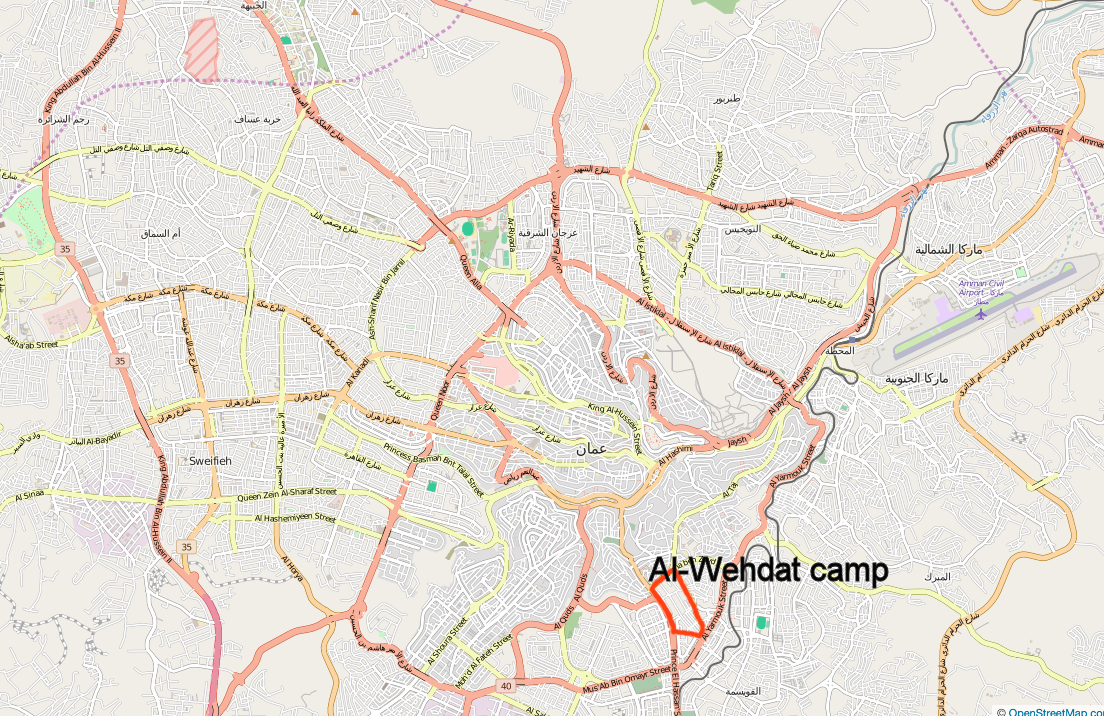
نمایی از محل اردوگاه پناهندگان الوحدات در نقشهٔ عمان - ۲۰۱۸

اردوگاه پناهندگان الوحدات که به الوحدات موسوم است، دومین اردوگاه بزرگ پناهندگان فلسطینی در اردن به‌شمار می‌رود، آمار ثبت شده پناهندگان فلسطینی در این اردوگاه به سختی ۵۱٫۰۰۰ می‌شود.
باشگاه ورزشی الوحدات اردن در این اردوگاه قرار دارد.